# 조건규
조건규(1998년 10월 15일 ~ )은 대한민국의 축구 선수이다. 포지션은 공격수로 현 K3리그의 부산교통공사소속이다. 준수한 결정력과 이타적인 플레이 순간적인 움직임이 좋고 패스 센스가 있다. 2016년 고교시절 대한축구협회장배 대회에서는 한경기에 6골을 몰아쳤었다. 상문고 출신으로 최초K리거가 되었다.   
고교졸업 후 바로 프로로 가지 않고 호남대로 진학하여 2018 전국대학축구연맹 추계대회에서 우승컵을 획득하였다. 2학년을 마친 후 부천 FC로 이적하였고, 2020.10.25 부천FC소속으로 최연소 역대 2위 멀티골 기록을 세웠다. 
2023년에는 FC목포 소속으로 K3 공격수 부문 베스트11에 선정된 바 있다. 2023년에는 FC목포의 구단 최고성적인 2위까지 상승하는데 기여했다. 비록 선수로서 최고의 팀에서 뛰지는 못하였지만 소속된 팀에 활기를 불어넣어 매번 최상의 성적을 내는데 기여하고 있고 이는 결과로 입증되고 있다.
2024년 K3 상위팀인 경주한수원에 소속되었있다가 여름이적시장을 통하여 부산교통공사로 팀을 옮겼다. 현재 팀은 아쉽게도 하위권에 있으나 조건규 이적 이 후 패배하는 팀에서 비기거나 이기는 팀으로 변모할 것으로 기대된다.  
2025년 K3 강릉시민축구단으로 이적. 득점 어시스트 팀내 1위를 기록하고 있으며, 7월 25일 19R 대전코레일과 경기에서 팀의 4골 모두 관여(1골 3어시스트)하였다. 위치선정, 안정적인 볼트래핑, 동료를 이용한 플레이가 돋보였으며 보다 성숙한 모습이 인상적이었다.    

## 클럽 경력
2019시즌을 앞두고 부천 FC 1995에 입단했다.
2022시즌을 앞두고 충남 아산 FC에 입단했다.(경주한수원 임대)
2023 FC목포
2024 부산교통공사
2025 강릉시민축구단